# 秘宝伝〜封じられた女神〜
「秘宝伝〜封じられた女神〜」（ひほうでん〜ふうじられためがみ〜）は、2011年2月に大都技研から発売されたパチスロ機（5号機）。
2006年発売の「秘宝伝」（4.7号機）の後継機である。

## 概要
「秘宝伝」と同様に通常時の特定役から「高確率モード」に移行するが、同モード内の抽選に当たるとボーナスではなくART（アシストリプレイタイム）の「秘宝RUSH」に突入する。5号機ならではの特徴ではあるが、「高確率モード」へはビッグボーナス中にピラミッド図柄が揃った場合にも突入する。
「秘宝伝」にあった「伝説モード」（高確率モードの突入確率が大幅に上昇するモード）は本機にも存在するが、突入契機は「高確率モード」の初当たり時の抽選となる。

## 秘宝RUSH
「高確率モード」中の抽選に当選した時に突入する（それ以外からの当選は非常に稀である）ARTで、最低50ゲーム継続し、1ゲーム当たりの純増枚数は約1.4枚。秘宝RUSH中はボーナスや特定役の成立でゲーム数上乗せの抽選が行われ、最大300ゲームの上乗せが期待できる。
また秘宝RUSH中成立のスイカ揃いの一部で、上乗せ抽選が優遇される「超秘宝RUSH」に昇格することもある。

## キャラクター
前作「秘宝伝」の主人公だったレオンとシャロンが行方不明となり、二人を探すトレジャーハンターのリュック（CV：金田アキ）とその妹のエリス（CV:伊瀬茉莉也）が本作の主人公となる。
なお、今回制作されたPVにて担当声優が公開されている。
その他のキャラクターについてはほぼ前作と同じである。
- マーヤ（CV:大浦冬華）
- ハルト（CV:横井紘一）
- クレア（CV:明坂聡美）

## 備考
- 2011年5月には、本機のキャラクターを使用したパチンコ機「CR秘宝伝」が発売された。